# Landkreuzer P. 1500 Monster
Landkreuzer P. 1500 Monster – niemiecki projekt działa  samobieżnego z czasów II wojny światowej. Był największym działem samobieżnym, jakie zaprojektowano w III Rzeszy. Landkreuzer znaczy lądowy krążownik. A monster to potwór.

## Projekt
Projekt powstał w listopadzie 1942 r., w czasie prac nad 1000-tonowym modelem P-1000 Ratte. Głównym projektantem były zakłady Friedrich Krupp AG. Działo to nie wyszło z fazy projektu, gdyż już w 1943 roku projekt został zarzucony jednocześnie z P-1000, ze względu na koszty i porażki na froncie. W odróżnieniu od modelu P-1000 Ratte, do którego skonstruowano jedną wieżę, nigdy nie podjęto próby jego skonstruowania. Nieznane jest jego przeznaczenie, gdyż konstrukcja tak wielka byłaby zbyt wolna i narażona na ataki powietrzne oraz miny. Nie wzięto również pod uwagę problemów związanych z przeprawami przez rzeki – żaden ówczesny most nie był przygotowany na przejazd tak ciężkiego pojazdu. Nie można oszacować, jak wielką zużywałby ilość paliwa.

## Konstrukcja

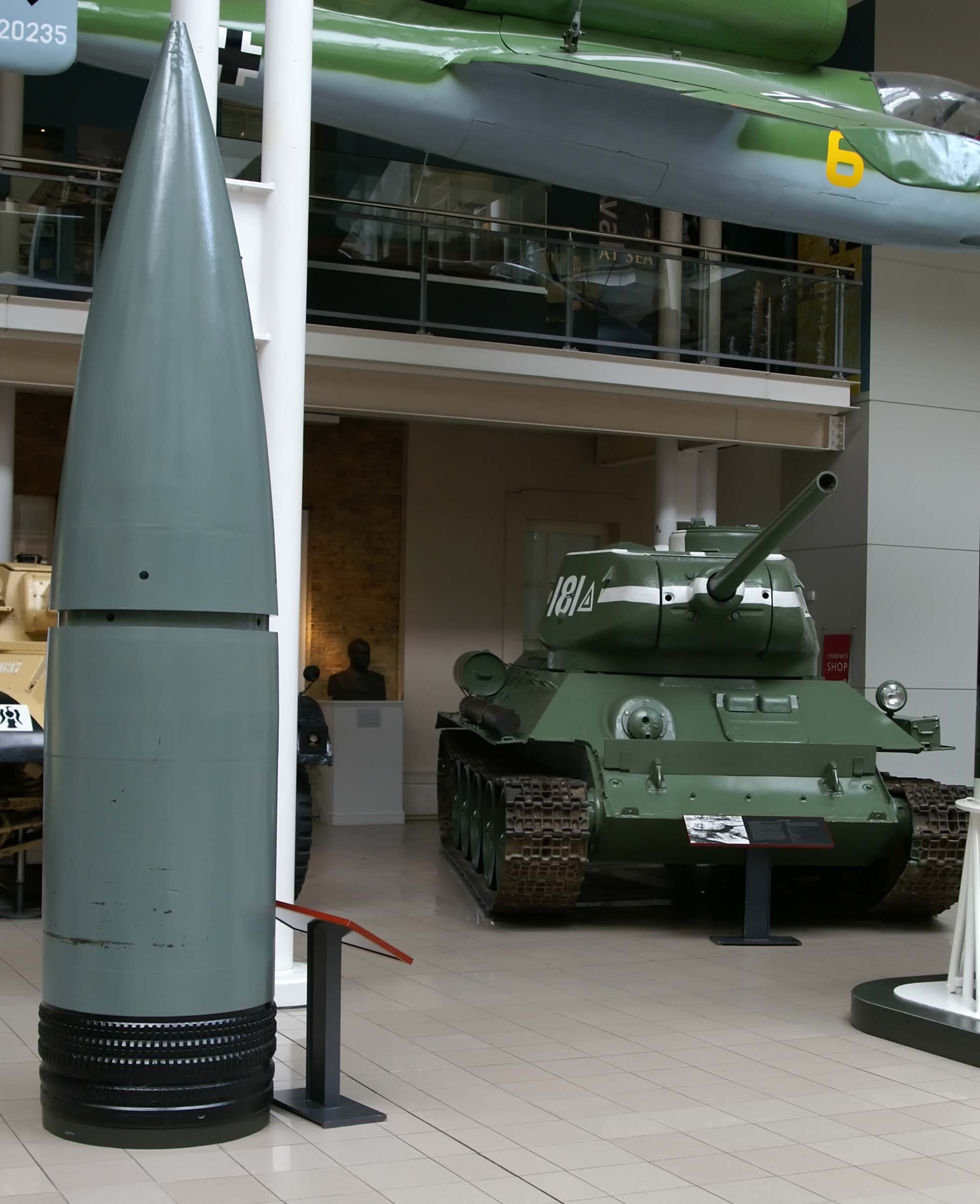
Pocisk 800 mm, jakim miał strzelać Landkreuzer P. 1500 Monster w porównaniu z T-34-85, Imperial War Museum, Londyn

Pojazd miał ważyć około 1500 ton i mieć długość około 42 m. Była to samobieżna wersja działa kolejowego Dora o kalibrze 800 mm. Projekt uzupełniony został dwoma działami 15 cm s.FH 18 i ośmioma, mogącymi służyć jako broń przeciwlotnicza, wielkokalibrowymi karabinami maszynowymi MG 151/15.
Jako napęd miały służyć 4 silniki Diesla służące dotychczas do napędzania U-Bootów. Załoga miała składać się z około 100 ludzi. Dodatkowo miał być wyposażony w 4 potężne wsporniki służące do rekompensowania siły odrzutu największego działa. Grubość pancerza miała się wahać od 220 mm do 360 mm na najważniejszych elementach. Największym problemem okazała się siła nacisku na podłoże, gdyż maszyna tych rozmiarów po prostu zapadłaby się. Ostatecznie rozwiązano tę kwestię poprzez zaplanowanie gąsienic o szerokości niewiele mniejszej niż szerokość podwozia.